# Jean-Denys Choulet
Pour les articles homonymes, voir Choulet.
Jean-Denys Choulet, né le 16 octobre 1958 à Besançon (Doubs), est un entraîneur français de basket-ball. Il parvient au cours de sa carrière à remporter à deux reprises le Championnat de France, une première fois en 2007 avec Roanne, une seconde fois en 2017 avec Chalon-sur-Saône.

## Biographie
D'origine franc-comtoise, la carrière de son père lui fait parcourir le monde durant sa jeunesse, dont des séjours au Portugal et au Mexique. Cette jeunesse passée à l'étranger lui fait découvrir le basket-ball. Il parle couramment l'anglais et l'espagnol, comprend le portugais et l'italien.
Revenu en France, il se destine à la carrière de professeur de sport. C'est un peu par hasard qu'il rejoint un club de basket-ball à Besançon, franchissant les paliers pour évoluer finalement en Nationale 4.
Dès l'âge de 26 ans, il occupe un poste d'entraîneur, d'abord chez les jeunes, puis l'équipe féminine en Nationale 2. Il occupe alors le poste d'entraîneur au club de Vesontio, succédant au poste à Charlie Auffray dont il occupait le poste d'assistant la saison précédente.
Le club déposant son bilan, il rejoint la Nationale 1 A au club de l’équipe féminine Mulhouse, club qui vient d'accéder à l'élite. Mais un nouveau dépôt de bilan interrompt ce contrat en cours de la saison suivante.
Il rejoint alors un club de Nationale 2, Vrigne-aux-Bois, qu'il aide à rejoindre la Pro B mais un nouveau dépôt de bilan est au bout de l'aventure. Châlons-en-Champagne, alors en Pro B, le signe aussitôt mais l'expérience n'est pas concluante. Il rejoint alors Dunkerque dans une période de vaches maigres pour le club qui doit éponger les déficits du passé. Malgré un faible budget, il réussit toutefois à maintenir le club en Pro A. Lassé de ses conditions, il annonce en cours de saison 1999-2000 sa décision d'arrêter à la fin de la saison.
Il est ensuite recruté à Roanne par le club de la Chorale en Pro B. Sous sa direction le club accède à l'élite en 2002.
La saison 2006-2007 est la saison de tous les succès pour le club et son entraîneur. Le club remporte tout d'abord la Semaine des As puis confirme en remportant le championnat de France en battant Nancy par 81 à 74. Jean-Denys Choulet est pour sa part nommé entraîneur de l'année.
Il est démis (mis à pied) de ses fonctions d'entraineur le 15 novembre 2011, après 11 années sur le banc. Au mois d'août, il trouve un accord avec les dirigeants du club libanais d'Al Mouttahed Tripoli, pour l'entraîner une saison. Courtisé par le Limoges CSP cela ne se fera pas.
Le 29 octobre 2013, Choulet est nommé entraîneur de Chalon-sur-Saône en remplacement de Mickaël Hay licencié deux jours plus tôt. Il permet au club de disputer les playoffs en se classant 8e lors des saisons 2013-2014 et 2014-2015, éliminé en quart de finale les deux fois. En fin de contrat en 2016, il prolonge de deux ans son contrat avec le club chalonnais, le 10 février 2016, ce qui l'amène a un nouveau contrat jusqu'en 2018. Il remporte son deuxième titre de champion de France avec l'Élan Chalon en 2017.
Le 23 avril 2018, il est nommé entraîneur de l'équipe nationale du Cameroun. Le 14 novembre 2018, il quitte son poste d'un commun accord avec la fédération camerounaise.
Le 3 janvier 2020, Choulet fait son retour sur le banc de la Chorale de Roanne afin de redresser le club alors en difficulté en Jeep Élite. Le 23 avril 2020, il prolonge son contrat de deux années supplémentaires avec la Chorale, jusqu'en 2022.
En mars 2024, la Chorale est avant-dernier du championnat (avec 7 victoires et 15 défaites) et Jean-Denys Choulet est limogé. Choulet est nommé sélectionneur du Kosovo en octobre 2024. En février 2025, il est engagé par MKS Dabrowa Gornicza en Pologne. Il aide l'équipe à se maintenir en première division qui est considéré comme un « véritable exploit ».

## Clubs
- Avant 1990 :  Vesontio (assistant de Charlie Auffray)
- 1989-1990 :  Vesontio (Nationale 2)
- 1990-1992 :  FC Mulhouse (féminines) (Nationale Féminine 1A)
- 1992-1994 :  EAV Vrigne-aux-Bois (Nationale 2 puis Pro B)
- 1995-1996 :  ESPE Châlons-en-Champagne (Pro B)
- 1996-2000 :  BCM Gravelines (Pro A)
- 2000-2011 :  Chorale de Roanne (Pro B puis Pro A)
- 2012-2013 :  Al Mouttahed Tripoli (FLB League)
- 2013-2019 :  Élan chalonnais (Pro A)
- 2018 : Sélectionneur du  Cameroun
- 2020-2024 :  Chorale de Roanne (première division)
- 2024- : Sélectionneur du  Kosovo
- 2025- :  MKS Dabrowa Gornicza

## Palmarès

### Équipe
- Champion de France de basket-ball : 2007 et 2017[14]
- Finaliste du championnat de France : 2008
- Vainqueur de la Semaine des As : 2007
- Finaliste de la Leaders Cup : 2016
- Finaliste de la Coupe d'Europe FIBA : 2017

### Individuel
- Entraîneur de l'année : 2007